# Nga chinh phục Siberia
Cuộc chinh Siberia (tiếng Nga: Покорение Сибири) diễn ra trong gần 2 thế kỷ, bắt đầu từ năm 1580 đến năm 1778, khi Hãn quốc Sibir trở thành một cơ cấu chính trị lỏng lẻo gồm các chư hầu đang bị suy yếu bởi các hoạt động của các nhà thám hiểm và chinh phục Nga. Mặc dù đông hơn, người Nga đã gây áp lực cho các bộ tộc dựa trên việc chi phối các gia đình khác nhau để thay đổi lòng trung thành của họ và thành lập các pháo đài ở xa để họ tiến hành các cuộc đột kích khi cần. Theo truyền thống, người ta cho rằng chiến dịch của Yermak Timofeyevich chống lại Hãn quốc Siberia bắt đầu vào năm 1580. Việc sáp nhập Siberia và Viễn Đông vào Nga đã bị cư dân địa phương phản đối và diễn ra trong bối cảnh những trận chiến khốc liệt giữa người bản địa Siberia và người Cossack Nga, những kẻ thường gây ra tội ác chống lại người Siberia bản địa.
Trong 200 năm chinh phục Siberia, người Nga đã thảm sát các dân tộc bản địa và hành động này đã được các nhà sử học so sánh với việc người châu Âu thực dân hóa châu Mỹ. Đàn ông bản địa bị giết, còn phụ nữ và trẻ con bị bắt làm nô lệ. Nhiều bộ phận dân cư bản địa đã dường như bị tuyệt chủng trong giai đoạn chinh phục này.

## Chinh phục Hãn quốc Sibir
Cuộc chinh phục Siberia của Nga bắt đầu vào tháng 7 năm 1580 khi khoảng 540 người Cossack dưới sự chỉ huy của Yermak Timofeyevich xâm chiếm lãnh thổ của người Vogul - chư hầu của Kuchum Khan, người cai trị Hãn quốc Sibir. Họ đi cùng với một số lính đánh thuê và tù nhân chiến tranh người Litva và Đức. Trong suốt năm 1581, lực lượng này đã đi qua lãnh thổ được gọi là Yugra và chinh phục các thị trấn Vogul và Ostyak. Lúc này, họ cũng bắt được một người thu thuế của Kuchum Khan.
Sau một loạt cuộc đột kích của người Tatar để trả đũa cuộc tiến quân của Nga, lực lượng của Yermak chuẩn bị cho chiến dịch chiếm Qashliq, thủ đô của Siberia. Lực lượng này bắt đầu kế hoạch vào tháng 5 năm 1582. Sau trận chiến kéo dài 3 ngày trên bờ sông Irtysh, Yermak đã giành chiến thắng trước lực lượng tổng hợp của Kuchum Khan và 6 thân vương Tatar đồng minh. Vào ngày 29 tháng 6, lực lượng Cossack bị người Tatar tấn công nhưng lại bị đẩy lùi.
Trong suốt tháng 9 năm 1582, Khan tập hợp lực lượng của mình để bảo vệ Qashliq. Một nhóm người Tatar ở Siberia, Vogul và Ostyak tập trung tại Núi Chyuvash để bảo vệ chống lại quân Cossack xâm lược. Vào ngày 1 tháng 10, một nỗ lực của người Cossack nhằm tấn công pháo đài Tatar ở Núi Chyuvash đã bị ngăn chặn. Vào ngày 23 tháng 10, người Cossack cố gắng tấn công pháo đài Tatar ở Núi Chyuvash lần thứ tư khi người Tatar phản công. Hơn một trăm người Cossack đã bị giết, nhưng tiếng súng của họ đã buộc người Tatar phải rút lui để lại hai khẩu đại bác của người Tatar. Lực lượng của Khan rút lui và Yermak tiến vào Qashliq vào ngày 26 tháng 10.
Kuchum Khan rút lui vào thảo nguyên và trong vài năm sau đó đã tập hợp lại lực lượng của mình. Ông ta bất ngờ tấn công Yermak vào ngày 6 tháng 8 năm 1584 trong đêm khuya và đánh bại phần lớn quân đội của ông ta. Các chi tiết còn gây tranh cãi với các tại liệu tiếng Nga cho rằng Yermak bị thương và cố gắng trốn thoát bằng cách bơi qua sông Wagay, một nhánh của sông Irtysh, nhưng bị chết đuối dưới sức nặng của chính chiếc áo giáp của ông. Phần còn lại của lực lượng Yermak dưới sự chỉ huy của Mescheryak rút lui khỏi Qashliq, phá hủy thành phố khi họ rời đi. Năm 1586, người Nga quay trở lại, và sau khi khuất phục người Khanty và người Mansi bằng cách sử dụng pháo binh, họ đã thành lập một pháo đài tại Tyumen gần tàn tích Qashliq. Các bộ lạc Tatar phục tùng Kuchum Khan đã hứng chịu nhiều cuộc tấn công của người Nga trong khoảng thời gian từ 1584 đến 1595; tuy nhiên, Kuchum Khan sẽ không bị bắt. Cuối cùng, vào tháng 8 năm 1598, Kuchum Khan bị đánh bại trong Trận Irmen gần Sông Ob. Trong quá trình chiến đấu, hoàng gia Siberia đã bị quân Nga bắt giữ. Tuy nhiên, Kuchum Khan lại trốn thoát một lần nữa. Người Nga đưa các thành viên trong gia đình Kuchum Khan đến Moscow và họ vẫn ở đó làm con tin. Hậu duệ của gia đình Khan được biết đến với cái tên Thân vương Sibirsky và gia tộc này được biết là đã tồn tại cho đến ít nhất là cuối thế kỷ XIX.
Bất chấp việc cá nhân Khan đã trốn thoát, việc bắt giữ gia đình ông đã chấm dứt các hoạt động chính trị và quân sự của Kuchum Khan và ông phải rút lui về lãnh thổ của Thị tộc Nogai ở miền nam Siberia. Ông đã liên lạc với sa hoàng và yêu cầu cấp cho ông một vùng nhỏ bên bờ sông Irtysh làm lãnh thổ cai trị. Điều này đã bị từ chối bởi sa hoàng, người đã đề xuất với Khan rằng ông đến Moscow và phục vụ sa hoàng. Tuy nhiên, vị hãn già không muốn chịu sự khinh miệt như vậy và thích ở lại vùng đất của mình hơn là "tự an ủi" ở Moscow. Kuchum Khan sau đó đến Bukhara và khi về già bị mù, chết trong cảnh lưu vong cùng họ hàng xa vào khoảng năm 1605.

## Chinh phục và thám hiểm

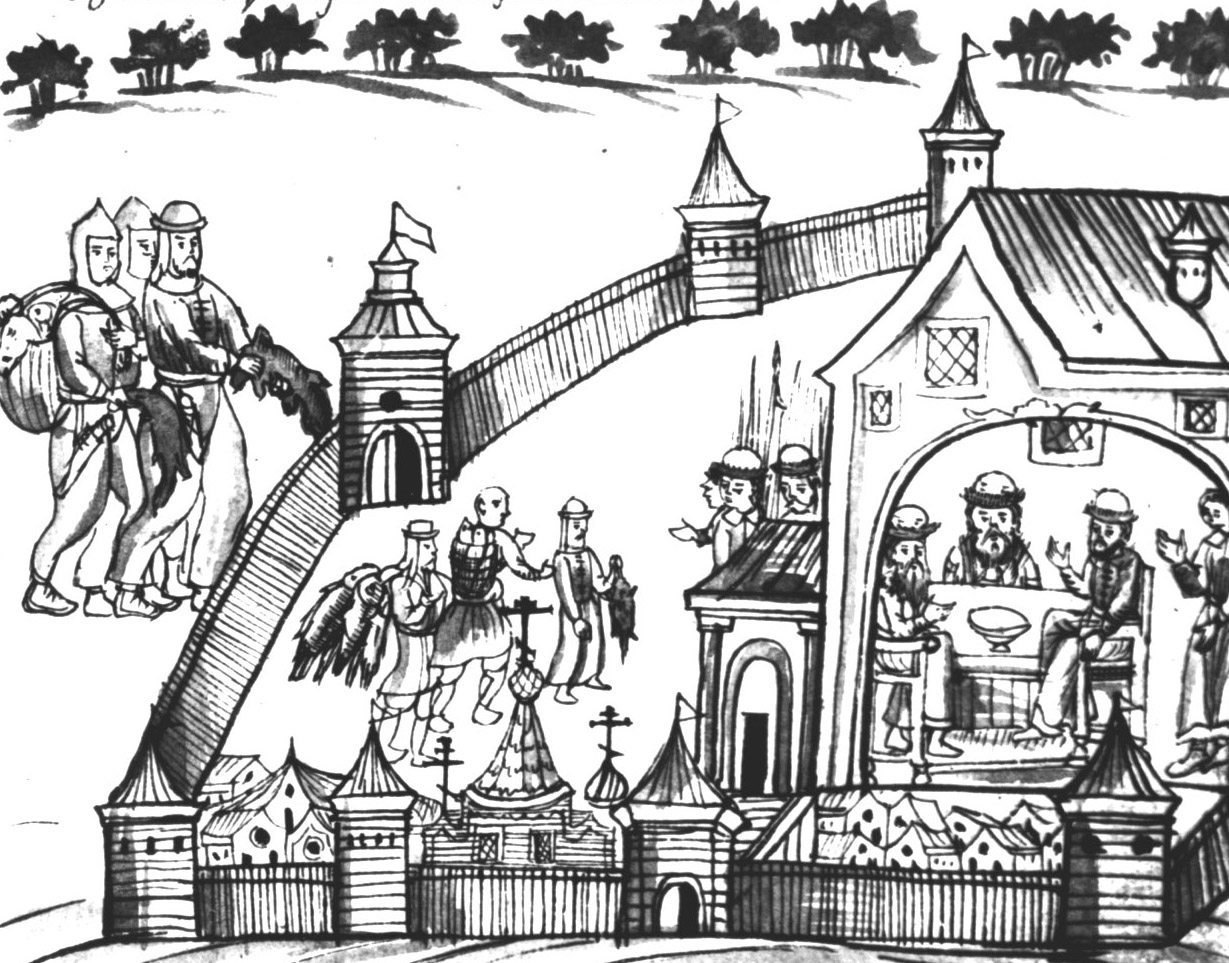
Muscovite voevodas trong pháo đài mới xây dựng của Tyumen, từ Remezov Chronicle.

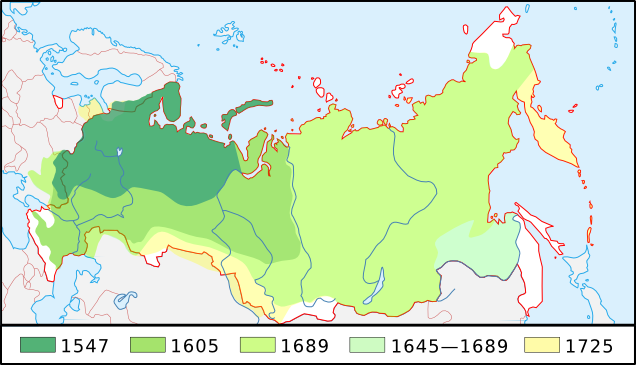
Sự phát triển của Sa quốc Nga

Để chinh phục người bản địa và thu thập yasak (cống vật bằng lông thú), một loạt tiền đồn mùa đông (zimovie) và pháo đài (ostrog) đã được xây dựng tại nơi hợp lưu của các sông suối lớn và các cảng quan trọng. Công trình đầu tiên trong số này là Tyumen và Tobolsk—công trình trước đây được xây dựng vào năm 1586 bởi Vasilii Sukin và Ivan Miasnoi, và công trình sau được xây dựng vào năm sau bởi Danilo Chulkov.[2] Tobolsk sẽ trở thành trung tâm đầu não của cuộc chinh phục. Tobolsk would become the nerve center of the conquest. Ở phía Bắc Beryozovo (1593) và Mangazeya (1600–01) được xây dựng để nhận cống nạp của người Nenets, trong khi ở phía đông Surgut (1594) và Tara (1594) được thành lập để bảo vệ Tobolsk và khuất phục người cai trị Narym Ostiaks. Trong số này, Mangazeya nổi bật nhất, trở thành căn cứ để khám phá thêm về phía Đông.
Tiến lên sông Ob và các nhánh của nó, các con đường của Sông Ket (1602) và Tomsk (1604) đã được xây dựng. Ketsk sluzhilye liudi ("quân nhân") đến Yenisei vào năm 1605, xuống sông Sym; hai năm sau, các Promyshlennik và thương nhân Mangazeyan xuống Turukhan đến nơi hợp lưu của nó với Yenisei, nơi họ thành lập zimovie Turukhansk. Đến năm 1610, những người đàn ông từ Turukhansk đã đến cửa sông Yenisei và tiến tới tận Sym, nơi họ gặp những người thu cống nạp đối thủ từ Ketsk. Để đảm bảo sự khuất phục của người bản xứ, các Ostrogs của Yeniseysk (1619) và Krasnoyarsk (1628) đã được thành lập.
Sau cái chết của Khan và sự tan rã của mọi lực lượng kháng chiến có tổ chức ở Siberia, quân Nga đầu tiên tiến về phía Hồ Baikal, sau đó là Biển Okhotsk và Sông Amur. Tuy nhiên, khi mới đến biên giới Trung Quốc, họ gặp phải những người được trang bị pháo và tại đây họ dừng lại.
Người Nga tới Thái Bình Dương vào năm 1639. Sau cuộc chinh phục Hãn quốc Siberia (1598), toàn bộ Bắc Á - một khu vực lớn hơn nhiều so với hãn quốc cũ - được gọi là Siberia và đến năm 1640, biên giới phía đông của Nga đã mở rộng hơn vài triệu km2. Theo một nghĩa nào đó, hãn quốc tiếp tục tồn tại dưới danh hiệu phụ "Sa hoàng Siberia", danh hiệu này đã trở thành một phần trong phong cách đế quốc hoàn chỉnh của các nhà chuyên quyền Nga.

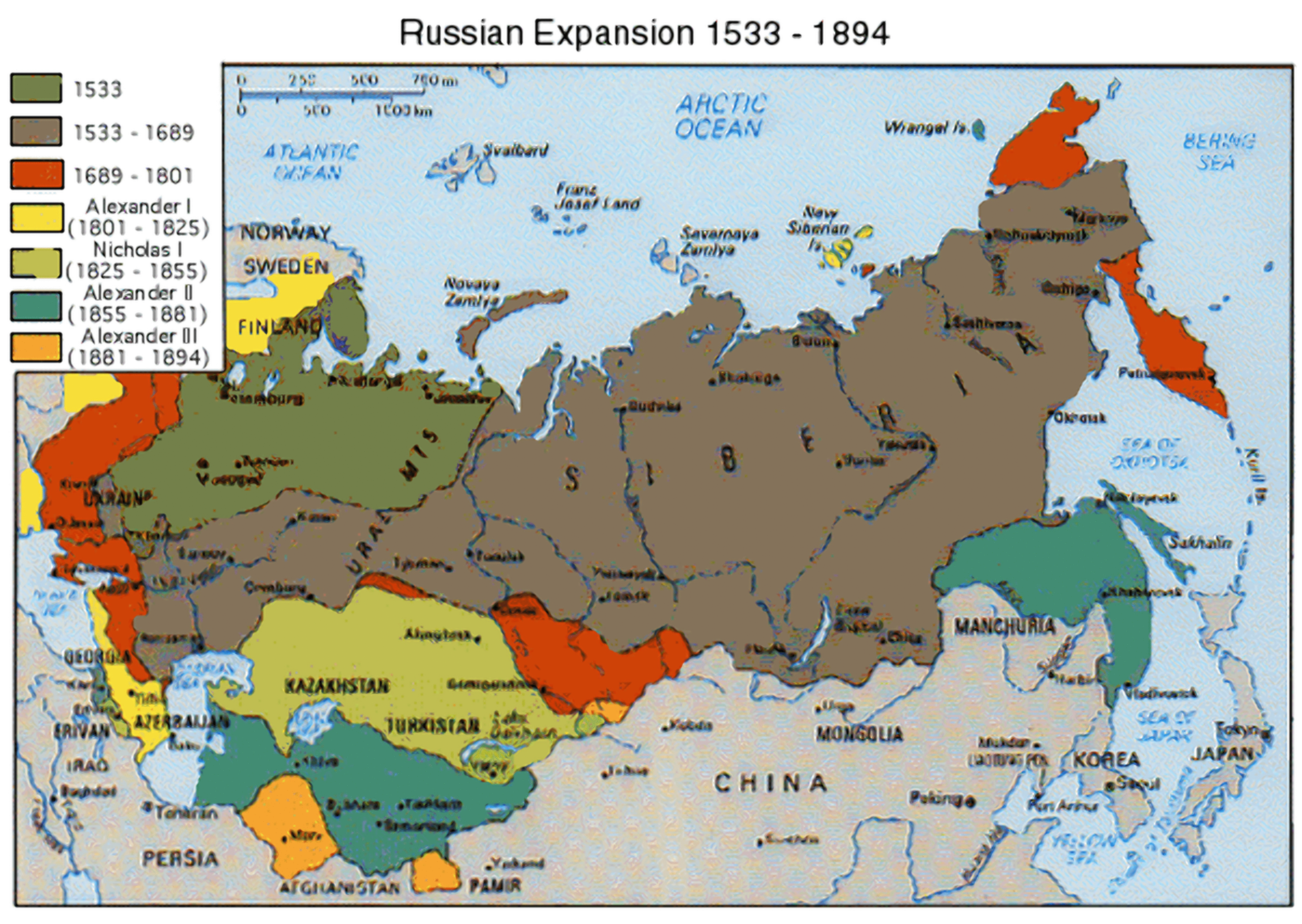
Bản đồ Ngà từ 1533 đến 1896

Cuộc chinh phục Siberia cũng dẫn đến sự lây lan của dịch bệnh. Nhà sử học John F. Richards đã viết: "... người ta nghi ngờ rằng tổng dân số Siberia thời kỳ đầu hiện đại đã vượt quá 300.000 người. ... Những căn bệnh mới đã làm suy yếu và mất tinh thần của người dân bản địa Siberia. Điều tồi tệ nhất trong số này là bệnh đậu mùa "vì tốc độ lây lan nhanh chóng của nó", lan rộng, tỷ lệ tử vong cao và sự biến dạng vĩnh viễn của những người sống sót." ... Vào những năm 1650, nó di chuyển về phía Đông Yenisey, nơi nó cuốn đi tới 80% dân số Tungus và Yakut. Vào những năm 1690, dịch bệnh đậu mùa làm giảm số lượng Yukagir ước tính khoảng 44%. Căn bệnh này lây lan nhanh chóng từ nhóm này sang nhóm khác trên khắp Siberia."

### Ảnh hưởng đến người dân bản địa Siberia

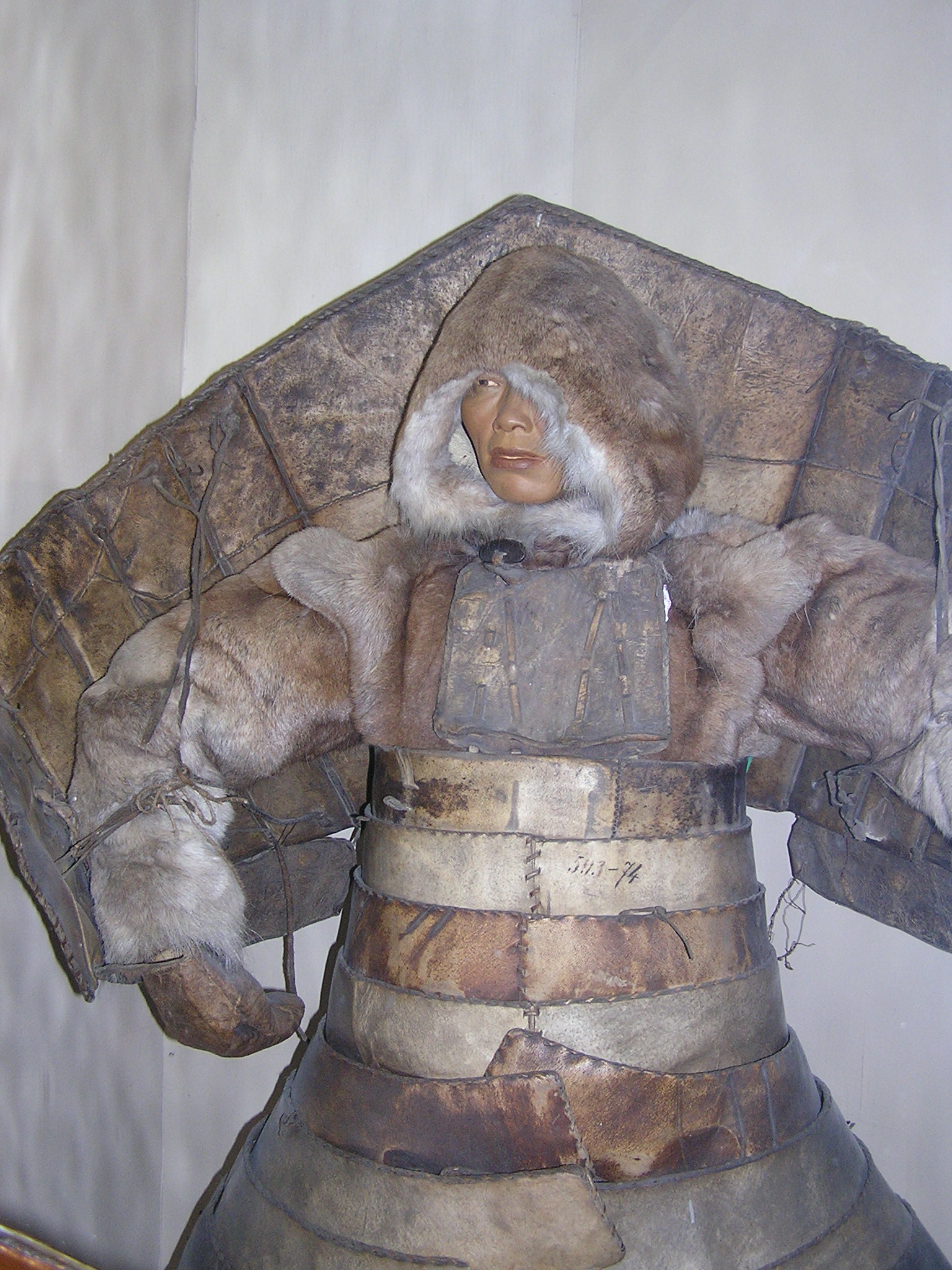
Áo giáp nhiều lớp từ da cứng được gia cố bằng gỗ và xương như thế này đã được mặc bởi người Siberia bản địa

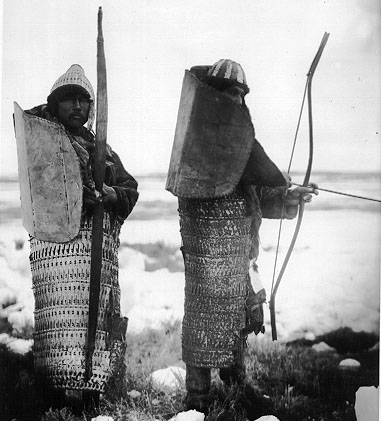
Áo giáp lamellar được mặc theo truyền thống của người Koryak (khoảng năm 1900)

Khi lời đề nghị của người Cossack bị từ chối, họ chọn cách đáp trả bằng vũ lực. Dưới sự lãnh đạo của Vasilii Poyarkov năm 1645 và Yerofei Khabarov năm 1650, nhiều người, bao gồm cả các thành viên của bộ tộc Daur, đã bị người Cossack giết chết. Khoảng 8.000 trong số 20.000 người trước đây ở Kamchatka vẫn còn tồn tại sau nửa thế kỷ đầu kể từ cuộc chinh phục của Nga. Người Daurs ban đầu bỏ làng của họ vì lo sợ sự tàn ác của người Nga trong lần đầu tiên Khabarov đến. Lần thứ hai ông đến, người Daur đánh trả quân Nga nhưng bị tàn sát. Vào thế kỷ XVII, người dân bản địa vùng Amur bị tấn công bởi người Nga, những người được biết đến với cái tên "râu đỏ".
Vào những năm 1640, người Yakut phải hứng chịu những cuộc thám hiểm bạo lực trong cuộc tiến quân của người Nga vào vùng đất gần sông Lena, và trên Kamchatka vào những năm 1690, người Koryak, Kamchadal và Chukchi cũng phải hứng chịu điều này bởi người Nga (theo nhà sử học phương Tây Stephen Shenfield). Khi người Nga không nhận được số lượng yasak theo yêu cầu của người bản xứ, thống đốc Yakutsk là Piotr Golovin, một người Cossack, đã dùng móc thịt để treo cổ những người đàn ông bản địa. Tại lưu vực sông Lena, 70% dân số Yakut đã suy giảm trong vòng 40 năm, phụ nữ bản địa bị hãm hiếp và cùng với trẻ em thường bị bắt làm nô lệ để buộc người bản địa phải trả bằng yasak để chuộc lại.
Theo John F. Richards:
Bệnh đậu mùa lần đầu tiên đến miền tây Siberia vào năm 1630. Vào những năm 1650, nó di chuyển về phía đông Yenisey, nơi nó mang đi tới 80% dân số Tungus và Yakut. Vào những năm 1690, dịch bệnh đậu mùa đã làm giảm số lượng Yukagir khoảng 44%. Căn bệnh lây lan nhanh chóng từ nhóm này sang nhóm khác trên khắp Siberia. Tỷ lệ tử vong trong dịch bệnh lên tới 50% dân số. Tai họa quay trở lại sau khoảng thời gian từ 20 đến 30 năm, gây ra hậu quả khủng khiếp cho người trẻ.

Tại Kamchatka, người Nga đã đàn áp các cuộc nổi dậy của người Itelmen chống lại quyền tự chủ của họ vào các năm 1706, 1731 và 1741. Lần đầu tiên, người Itelmen được trang bị vũ khí bằng đá và không được chuẩn bị và trang bị kỹ lưỡng nhưng lần thứ hai họ lại sử dụng vũ khí thuốc súng. Người Nga phải đối mặt với sự kháng cự gay gắt hơn khi từ năm 1745 đến năm 1756 họ cố gắng chinh phục người Koryak được trang bị súng và cung cho đến khi giành chiến thắng. Người Cossack của Nga cũng phải đối mặt với sự kháng cự quyết liệt và buộc phải từ bỏ nỗ lực tiêu diệt người Chukchi vào các năm 1729, 1730–1731 và 1744–1747. Sau thất bại của Nga năm 1729 dưới tay người Chukchi, chỉ huy người Nga, Thiếu tá Dmitry Pavlutsky chịu trách nhiệm về cuộc chiến tranh của Nga chống lại người Chukchi và các vụ tàn sát hàng loạt và bắt phụ nữ và trẻ em người Chukchi làm nô lệ vào năm 1730–1731, nhưng sự tàn ác của ông ta chỉ khiến người Chukchi chiến đấu ác liệt hơn. Việc thanh lọc người Chukchi và Koryak được Nữ hoàng Yelizaveta hạ lệnh vào năm 1742 nhằm trục xuất họ hoàn toàn khỏi quê hương và xóa bỏ nền văn hóa của họ thông qua chiến tranh. Lệnh đưa ra là người bản địa phải bị "tiêu diệt hoàn toàn" với việc Pavlutskiy lại lãnh đạo cuộc chiến này từ năm 1744 đến năm 1747, trong đó ông lãnh đạo người Cossack "với sự giúp đỡ của Chúa toàn năng và sự may mắn của bệ hạ", tàn sát những người đàn ông Chukchi, bắt phụ nữ và trẻ em của họ làm nô lệ. Tuy nhiên người Chukchi đã kết thúc kế hoạch này và buộc người Nga phải từ bỏ dã tâm bằng cách giết chết và chặt đầu Pavlutskiy.
Người Nga cũng phát động các cuộc chiến tranh và tàn sát người Koryak vào các năm 1744 và 1753–1754. Sau khi người Nga cố gắng buộc người bản địa cải đạo sang Kitô giáo, các dân tộc bản địa khác nhau như Koryak, Chukchi, Itelmen và Yukaghir đều đoàn kết để đánh đuổi người Nga ra khỏi vùng đất của họ vào những năm 1740, đỉnh điểm là cuộc tấn công vào pháo đài Nizhnekamchatsk năm 1746. Kamchatka ngày nay với phần lớn dân số là người gốc châu Âu về nhân khẩu học và văn hóa với chỉ 5% trong số đó là người bản địa, khoảng 10.000 người so với con số 150.000 trước đó, do các cuộc tàn sát hàng loạt của người Cossack sau khi sáp nhập lãnh thổ của người Itelmen và Koryak vào năm 1697, trong suốt những thập kỷ đầu tiên của người Nga. Những vụ giết người của người Cossack Nga đã tàn phá cấu trúc của người dân bản địa Kamchatka. Ngoài việc tàn sát, người Cossack còn tàn phá hệ sinh thái động vật hoang dã bằng cách tàn sát số lượng lớn động vật để lấy lông. 90% người Kamchadal và một nửa người Vogule đã bị giết từ thế kỷ XVIII đến thế kỷ XIX và sự tàn sát nhanh chóng của người dân bản địa đã khiến toàn bộ các nhóm dân tộc bị xóa sổ hoàn toàn, với khoảng 12 nhóm bị tiêu diệt có thể được nêu tên bởi Nikolai Yadrintsev tính đến thời điểm đó, năm 1882. Phần lớn hoạt động giết mổ diễn ra do hoạt động buôn bán lông thú ở Siberia.
Oblastniki vào thế kỷ XIX trong số những người Nga ở Siberia thừa nhận rằng người bản địa đã phải chịu sự bóc lột bạo lực nghiêm trọng và tuyên bố rằng họ sẽ khắc phục tình hình bằng các chính sách khu vực chủ nghĩa mà họ đề xuất.
Người Aleut ở Quần đảo Aleut bị người Nga diệt chủng và làm nô lệ trong 20 năm đầu dưới sự cai trị của Nga, phụ nữ và trẻ em người Aleut bị người Nga bắt và đàn ông Aleut bị tàn sát.
Việc Nga xâm chiếm Siberia và thảm sát các dân tộc bản địa của nó đã được so sánh với việc người châu Âu thực dân hóa châu Mỹ và tàn sát người bản địa ở đó, với những tác động tiêu cực tương tự đối với người bản địa và việc chiếm đoạt đất đai của họ. Người Slav Nga đông hơn tất cả các dân tộc bản địa ở Siberia và các thành phố của nó ngoại trừ Cộng hòa Tuva và Sakha, trong đó người Slav Nga chiếm đa số tại Cộng hòa Buryat và Altai, đông hơn người Buryat và người bản địa Altai. Người Buryat chỉ chiếm 33,5% dân số trong nước Cộng hòa của họ, người Altai chiếm 37% và người Chukchi chỉ 28%; Người Evenk, người Khanty, người Mansi và người Nenets đông hơn người không phải bản địa tới 90% dân số. Những người bản địa là mục tiêu của các sa hoàng và các chính sách của Liên Xô nhằm thay đổi lối sống của họ, và người Nga được trao cho những đàn tuần lộc và những văn hoá hoang dã của người bản địa đã bị sa hoàng và Liên Xô xoá bỏ. Đàn tuần lộc đã bị quản lý kém đến mức tuyệt chủng.
Người Ainu đã nhấn mạnh rằng họ là người bản địa của Quần đảo Kuril và người Nhật và người Nga đều là những kẻ xâm lược.

### Địa lý, bản đồ chuyên đề
- Barnes, Ian. Restless Empire: A Historical Atlas of Russia (2015), copies of historic maps
- Catchpole, Brian. A Map History of Russia (Heinemann Educational Publishers, 1974), new topical maps.
- Channon, John, and Robert Hudson. The Penguin historical atlas of Russia (Viking, 1995), new topical maps.
- Chew, Allen F. An atlas of Russian history: eleven centuries of changing borders (Yale UP, 1970), new topical maps.
- Gilbert, Martin. Atlas of Russian history (Oxford UP, 1993), new topical maps.
- Parker, William Henry. An historical geography of Russia (Aldine, 1968).